# Peel (reka v Kanadi)
Peel (angleško Peel River, francosko La rivière Peel) je reka v severozahodni Kanadi, katere porečje se razteza znotraj meja Jukona in Severozahodnih teritorijev.
Izvir porečja reke Peel je reka Ogilvie v istoimenskem gorovju v osrednjem Jukonu. Glavna struga reke Peel izvira iz sotočja rek Ogilvie in Blackstone v bolj nižavskih predelih Jukona, nakar poteka v smeri vzhoda. Ima štiri večje pritoke, ki se vsi izlivajo vanjo na desnem bregu. Prvi večji pritok je reka Hart, katere ustje je vzvodno od soteske Aberdeen v Richardsonovem gorovju. Nizvodno od tega območja sledijo ustja rek Wind, Bonnet Plume in Snake, nakar se glavna struga obrne proti severu.
Porečje reke Peel s površino 73.600 km² je del porečja Mackenziejeve reke in s tem tudi del največjega rečnega sistema v Kanadi. Glavna struga reke Peel se izliva v Mackenziejevo delto pri Beaufortovem morju. Vključno z reko Ogilvie meri 684 kilometrov v dolžino. Znotraj Mackenziejeve delte iz glavne struge reke Peel izhaja več razvejanih strug, vključno s katerimi je njena dolžina lahko nekaj deset kilometrov večja.
Edino naselje ob reki Peel je Fort McPherson, ki leži na desnem bregu glavne struge, približno 30 kilometrov južno od Mackenziejeve delte. Skozi naselje Fort McPherson poteka Dempster Highway, ki je glavna cestna povezava med majhnima mestoma Inuvik v Severozahodnih teritorijih in Dawson City v Jukonu. Stalnega mostu čez reko Peel ni. Poleti jo prečka trajekt, pozimi pa je na tem mestu ledeni most.
Reka je bila poimenovana po Robertu Peelu, ki je bil v 19. stoletju v dveh mandatih predsednik vlade Združenega kraljestva.